# Cyanopolyine

Allgemeine Struktur von Cyanopolyinen mit einer Cyanogruppe.

Cyanopolyine sind eine Stoffgruppe der organischen Chemie. Sie weisen eine oder mehrere durch Einfachbindungen getrennte C≡C-Dreifachbindungen auf sowie eine oder zwei Cyanogruppen an den Kettenenden. Es handelt sich also sowohl um Alkine als auch um Nitrile.

## Vorkommen
Cyanopolyine mit unterschiedlichem molekularem Aufbau kommen im Weltall im interstellaren Raum verbreitet vor. In einer Molekülwolke im Sternbild Stier wurden vermutlich Cyanopolyine mit einer (HC3N) bis fünf (HC11N) C≡C-Dreifachbindungen nachgewiesen. Solche Verbindungen kommen dort vergleichsweise häufig vor. Das Vorkommen der Verbindung HC11N wurde jedoch später widerlegt, nachdem diese im Labor hergestellt wurde. Dadurch konnte gezeigt werden, dass die spektroskopischen Eigenschaften von denen unterschieden, die die vermutete natürliche Verbindung aufwies.
Der einfachste Vertreter, der am Kettenende ein Wasserstoffatom trägt und nur eine C≡C-Dreifachbindung aufweist, ist das Cyanoacetylen, das möglicherweise ein Schlüsselintermediat in der Bildung der längeren Vertreter ist. Demnach wäre der Bildungsmechanismus die Kettenverlängerung von Cyanwasserstoff mit Acetylen-Radikalen, wobei Cyanoacetylen das erste Intermediat wäre. Eine andere Studie kommt zu dem Schluss, dass sich zunächst Kohlenwasserstoffe unterschiedlicher Kettenlänge bilden, die erst im letzten Schritt mit atomarem Stickstoff zu den Cyanopolyinen reagieren.

## Herstellung
Cyanopolyine, die an beiden Kettenenden eine Nitrilfunktion tragen, können hergestellt werden, indem zwischen Graphitelektroden ein Lichtbogen erzeugt wird, während diese in flüssigen Stickstoff eingetaucht sind. Dabei stammen die Stickstoffatome aus dem flüssigen Stickstoff und die Kohlenstoffatome aus dem Elektrodenmaterial. Die mengenmäßig wichtigsten Vertreter weisen dabei drei (NC8N) bis fünf (NC12N) C≡C-Dreifachbindungen zwischen den Nitrilfunktionen auf. Die Verbindung HC11N mit nur einer Nitrilfunktion kann aus durch eine elektrische Entladung aus Acetylen und entweder Cyanoacetylen oder molekularem Stickstoff hergestellt werden. Dabei werden die Ausgangsverbindungen stark verdünnt in einer Argon-Atmosphäre eingesetzt.